# (1360) Tarka
(1360) Tarka es un asteroide perteneciente al cinturón de asteroides descubierto por Cyril V. Jackson el 22 de julio de 1935 desde el observatorio Union de Johannesburgo, República Sudaficana.

## Designación y nombre
Tarka se designó al principio como 1935 OD.
Posteriormente fue nombrado en honor del líder tribal africano Tarka.

## Características orbitales
Tarka está situado a una distancia media del Sol de 2,636 ua, pudiendo alejarse hasta 3,201 ua y acercarse hasta 2,071 ua. Su excentricidad es 0,2144 y la inclinación orbital 22,82°. Emplea 1563 días en completar una órbita alrededor del Sol.